# Corinnomma semiglabrum
Corinnomma semiglabrum là một loài nhện trong họ Corinnidae.
Loài này thuộc chi Corinnomma. Corinnomma semiglabrum được Eugène Simon miêu tả năm 1896.